# احمدعلی حیدری
احمدعلی حیدری (متولد ۱۵ تیر ۱۳۴۲ در کرمان) استاد فلسفه و مدیر گروه آلمانی دانشگاه علامه طباطبایی است. پژوهش‌های او عمدتاً در حوزه فلسفه‌های اگزیستانس، فلسفه اخلاق و فلسفه میان‌فرهنگی است. او دوره کارشناسی و کارشناسی ارشد فلسفه را در دانشگاه تهران و دوره دکتری فلسفه، دین‌شناسی تطبیقی و شرق‌شناسی را در دانشگاه بن گذرانده‌است. وی از اعضای هیئت مؤسس و نیز هیئت مدیره انجمن فلسفه میان‌فرهنگی ایران است.